# Olympische Winterspiele 1932/Teilnehmer (Frankreich)
| Gelbes Symbol für Goldmedaillen mit stilisierten Olympischen Ringen | Graues Symbol für Silbermedaillen mit stilisierten Olympischen Ringen | Braundes Symbol für Bronzemedaillen mit stilisierten Olympischen Ringen |
| ------------------------------------------------------------------- | --------------------------------------------------------------------- | ----------------------------------------------------------------------- |
| 1                                                                   | —                                                                     | —                                                                       |

Frankreich nahm an den III. Olympischen Winterspielen 1932 in Lake Placid mit einer Delegation von 8 Athleten teil. Die einzige Medaille für das Land konnten Pierre Brunet und Andrée Joly mit dem 1. Platz im Eiskunstlauf erreichen.

## Teilnehmer nach Sportarten

### Bob
Männer:
- Daniel Armand-Delille & Louis Balsan
Zweierbob: 11. Platz

### Eiskunstlauf
Paarlauf:
- Pierre Brunet & Andrée Joly

### Ski Nordisch
Männer:
- Raymond Berthet
18 km Langlauf: 36. Platz
- Léonce Cretin
18 km Langlauf: 19. Platz
- Paul Mugnier
18 km Langlauf: 30. Platz
- Albert Secrétan
18 km Langlauf: 24. Platz